# Archaos
Pour le roman de Christiane Rochefort, voir Archaos ou le Jardin étincelant.
 (juin 2012).
Si vous disposez d'ouvrages ou d'articles de référence ou si vous connaissez des sites web de qualité traitant du thème abordé ici, merci de compléter l'article en donnant les références utiles à sa vérifiabilité et en les liant à la section « Notes et références ».
Archaos est une compagnie de cirque française fondée en 1986 par un groupe d'artistes cosmopolite, puis codirigée à partir de 1987 par Pierrot Bidon et Guy Carrara. L'apport mêlé du théâtre, du rock et de la poésie ont forgé une esthétique qui tournait en dérision les conventions de genre. 
En 2012, Archaos a été labellisé Pôle national cirque par le ministère de la Culture et en 2015 la compagnie a créé la Biennale internationale des arts du cirque.

## Historique
Le travail avant-gardiste d’Archaos a été récompensé par le succès, d'abord au Festival d'Avignon en 1987, puis dans le monde entier, Italie, Espagne, Allemagne, Angleterre, Irlande, Hollande, Danemark, Suède, Finlande, Norvège, Israël, Canada, Australie, …, donnant de la France l'image d'un pays novateur en matière de création dans le domaine des arts du cirque.
Un article de Marc Dazy publié dans Le Progrès en 1999 et consacré à Pierre-Jules Billon, percussionniste, compositeur et interprète, membre d'Archaos de 1987 à 1991, indique que la compagnie a été, de 1987 à 1991, un laboratoire de création. Du point de vue musical, ses membres étaient liés avec des groupes tels que la Mano Negra, Bérurier noir, Les Négresses Vertes, les Pogues. Jérôme Savary est un précurseur de ce nouveau cirque ; Archaos apporte une dimension urbaine, un humour différent, sous l’influence du rock'n roll et du cinéma de Federico Fellini.
- En 1989, Archaos reçoit « The best name », prix de la meilleure proposition artistique  de l'année en Grande-Bretagne ; puis, la même année en France, le Grand prix national du cirque, remis par le ministre de la Culture.
- En 1991, Archaos est à nouveau nommé avec Metal Clown au prix du meilleur spectacle de l'année en Grande-Bretagne.
- À partir de 1993, après être allé au bout de ses recherches dans le domaine des spectacles sous chapiteaux, Archaos choisit de s'intéresser à de nouveaux espaces scénographiques. Guy Carrara et Pierrot Bidon sont codirecteurs artistiques jusqu'en 1994.
- De 1995 à 2002, avec Game Over 1, Game Over 2 et In Vitro, la compagnie commençait une nouvelle démarche artistique et scénographique pour les salles de concerts et les salles des théâtres.
- De 1995 à 2000, Guy Carrara est directeur artistique de la compagnie et depuis 2001, Guy Carrara partage la direction artistique avec Raquel Rache de Andrade, artiste dans la compagnie depuis 1988.
- De 2003 à 2010, Margo, Parallèle 26 (ce dernier co-créé avec la Cie de danse Sylvie Guillermin) et In Vitro 09 sont destinés aux salles de théâtre et aux chapiteaux. Ces spectacles sont constitués de structures scénographiques innovantes.
- En 2001, Archaos crée et dirige le CREAC de Marseille (Centre de recherche européen des arts du cirque). Lieu de rencontres, de débats, de réflexions, d’actions pour tous les artistes et compagnies des arts du cirque, le CREAC est aussi un carrefour entre disciplines et sensibilités différentes : un laboratoire de recherche permanent, en relation avec la population des quartiers nord de Marseille.

L'humoriste Babass a travaillé au cirque Archaos comme cracheur de feu. Après un accident, Babass arrête sa carrière et devient humoriste, talent qu'il a découvert à l'hôpital. Il fait des sketchs dans l'émission On n'demande qu'à en rire sur France 2.

## Pôle national cirque Méditerranée
En 2011, Archaos participe à la création du Pôle national cirque Méditerranée labellisé par le ministère de la Culture. Le Pôle réunit deux structures situées sur le territoire de la région Provence-Alpes-Côte d'Azur : Théâtre Europe à La Seyne-sur-Mer, et Archaos-CREAC à Marseille. La direction artistique du Pôle est assurée par Raquel Rache de Andrade, Guy Carrara, Thierry Dion et Michel Almon. Les deux structures s'associent pour conforter et renforcer leurs soutiens à des projets artistiques.

## La Biennale internationale des arts du cirque
En 2013, Archaos a été un acteur majeur de Cirque en capitales dans le cadre de Marseille-Provence 2013, capitale européenne de la culture.
La compagnie a ensuite décidé de continuer à faire vivre les arts du cirque comme un axe culturel fort du territoire et a créé la première édition de la Biennale internationale des arts du cirque en 2015. Cette première édition a attiré près de 85 000 spectateurs pour plus de 260 représentations. Elle comptait cinquante-huit compagnies, trente-huit compagnies françaises et vingt autres venues du monde entier. Entre autres, la Biennale a présenté le Cirque Éloize, le Cirque Cahin-caha, et une création du Aurélien Bory. La Biennale a aussi fonctionné comme une vitrine pour des nouvelles œuvres, entre autres celles du Centre national des arts du cirque (CNAC).

## Principales créations
- Le Chapiteau de cordes (1987)
- The Last Show on Earth (1989)
- Bouinax (1990)
- BX 91 et Archaos1+Archaos2 (1991)
- Metal clown (1991)
- DJ 92 (1992)
- Game Over 1 (1995)
- Game Over 2 (1997)
- Défilé (1998)
- Juste Pour (1999)
- In Vitro ou la légende des clones (1999)
- Ecrin (2002)
- Margo (2003)
- Anatom (2004)
- Parallèle 26 (2006)
- In Vitro 09 (2009)
- Somewhere and nowhere (2013)
- Cabaré (2016)
- Parallèle 26 – reprise de  répertoire avec deux distributions (2021)